# المختصر فی اخبار البشر
تاریخ ابوالفداء با نام اصلی «المختصر فی اخبار البشر» نوشته اسماعیل ابن‌ علی بن محمود بن محمد بن تقی‌الدین عمر بن شاهنشاه بن ایوب، ملقب به ابوالفداء است. سال ابتدایی زندگی وی برابر با حمله مغولان به دمشق بوده است. وی مانند بسیاری به همراه خانواده به حمات مهاجرت کرد و در این شهر رشد کرد و توانست به حکمرانی این شهر برسد. وی همچنین ارتباط نزدیکی با ناصر محمد بن قلاوون، سلطان ممالیک، داشت. المختصر فی اخبار البشر مهم‌ترین کتاب تاریخی ابوالفداء است که یک تاریخ عمومی و مختصری از کتاب‌های مفصل پیشین است و تا سال ۷۲۹ق/۱۳۲۸م را دربرمی‌گیرد. این کتاب به لحاظ روش و شیوهٔ نگارش همانند الکامل این اثیر است. وی اطلاعات خود را از این کتاب اقتباس کرده و بخشی از گزارش‌هایش برگرفته از دیده‌ها و شنیده‌های خود اوست مثل آنچه دربارهٔ حوادث شهر عکا می‌گوید.